# Dora Bruder
Dora Bruder är en roman av den franske författaren och nobelpristagaren Patrick Modiano utgiven 1997.
Romanen har sin bakgrund i en notis som Modiano läste i ett nummer av kvällstidningen France-Soir från 1941 om den femtonåriga judiska flickan Dora Bruder som anmäldes försvunnen i det av tyskarna ockuperade Paris. Modiano ägnade flera år att efterforska vem hon var och romanen är ett försök att rekonstruera Dora Bruders liv, från försvinnandet 1941 till transporten till Auschwitz i september 1942. 

## Källa
Dora Bruder Elisabeth Grate förlag